# Elliot Giles
Elliot Levi Giles (* 26. Mai 1994 in Birmingham) ist ein britischer Leichtathlet, der vor allem im 800-Meter-Lauf antritt. 2016 gewann er die Bronzemedaille bei den Europameisterschaften in Amsterdam.

## Sportliche Laufbahn
Elliot Giles fing im Alter von 15 Jahren mit der Leichtathletik an. Ab 2011 trat er in landesweiten Wettkämpfen über die Mittelstreckendistanzen 800 und 1500 Meter an. Im August lief er in Birmingham in 1:53,24 min über 800 Meter Saisonbestleistung. In den folgenden Jahren konnte er aufgrund von Verletzungen gar keine Wettkämpfe bestreiten. Im Juli 2014 wurde er in Birmingham in einen Motorradunfall verwickelt, der beinahe das Ende seiner Karriere bedeutet hätte. Wenngleich er sich keine Knochenbrüche durch den Unfall zuzog, so zog er sich schwere Verletzungen am Kopf und Rücken zu. Er musste das Laufen, sowie Lesen und Schreiben neu erlernen. 2015 konnte er, 18 Monate nach seinem Unfall, schließlich wieder in Wettkämpfen antreten. Das gesamte Jahr über verbesserte er seine Zeit über 800 Meter kontinuierlich bis auf 1:47,55 min im Juli. Im Juni belegte er den vierten Platz bei den britischen U23-Meisterschaften. 2016 lief er im Mai in Watford in 1:47,21 min eine neue Bestzeit. Anschließend wurde er erstmals britischer Meister über 800 Meter. Einen Monat später nahm er an den Europameisterschaften in Amsterdam teil. Nachdem er Vor- und Halbfinallauf überstand, steigerte er sich im Finale auf 1:45,54 min und gewann damit die Bronzemedaille. Damit erfüllte er auch die Norm für die Olympischen Spiele in Rio de Janeiro. In seinem Vorlauf kam er als Siebter in Ziel und schied damit aus.
Im Frühjahr 2017 siegte Giles bei den britischen Hallenmeisterschaften über 1500 Meter und konnte im Juli seinen Titel über 800 Meter bei den nationalen Meisterschaften verteidigen. Ebenfalls im Juli lief er in London eine Zeit von 1:44,99 min die persönliche Bestzeit bedeuteten. Einen Monat später startete er am selben Ort bei den Weltmeisterschaften. Als Dritte seines Vorlaufs kam er eine Runde weiter, schied allerdings im folgenden Halbfinale aus. Insgesamt belegte er den 20. Platz. 2018 nahm er zunächst an den Hallenweltmeisterschaften in seiner Heimatstadt teil. Im Vorlauf stellte er in 1:45,46 min dabei eine persönliche Hallenbestleistung über 800 Meter auf, womit er in das Finale einzog. Darin konnte er nicht an seine Vorlaufzeit anknüpfen und kam in 1:48,22 min als Vierter ins Ziel. An gleicher Stelle gewann Giles im Februar erstmals auch über 800 Meter den nationalen Hallentitel. Bei den Commonwealth Games im April im australischen Gold Coast belegte er den 15. Platz über 800 Meter. Im Sommer folgte der dritte Sieg in Folge bei den britischen Meisterschaften über 800 Meter. Nach diesem Erfolg trat er schließlich im August bei den Europameisterschaften in Berlin an. Dabei zog er in das Halbfinale ein, schied darin allerdings als Siebter aus. Im Februar 2019 stellte Giles in 3:39,53 min seine Hallenbestzeit über 1500 Meter auf. Über diese Distanz trat er dann auch bei den Halleneuropameisterschaften in Glasgow an. Als Vierter seines Vorlaufs verpasste er den Einzug in das Finale. Im Sommer wurde er Vierter bei den nationalen Meisterschaften über 800 Meter. Danach trat er bei den Weltmeisterschaften in Doha an. Er gewann den letzten der insgesamt sechs Vorläufe, verpasste anschließend als Fünfter seines Halbfinals in 1:45,15 min, seiner zweitschnellsten Zeit im Jahr 2019, den Einzug in das Finale. Da sein Lauf der Zeitschnellste war, wurde er insgesamt Neunter, da aus den anderen zwei Halbfinals niemand schneller was als er. 2020 verbesserte er sich im September über 800 Meter auf 1:44,56 min und in der Hallensaison 2021 lief er als Sieger des Copernicus Cup in Toruń mit 1:43,63 min auf Rang zwei der ewigen Hallenbestenliste hinter Weltrekordhalter Wilson Kipketer.
Im Juni und Juli 2021 stellte Giles neue Bestleistungen über 800 und 1500 Meter auf. Mit einer Bestzeit von 1:44,05 min über 800 Meter reiste er zu den Olympischen Spielen nach Tokio. Er zog in das Halbfinale ein und erreichte in seinem Lauf als Dritter das Ziel. Damit verpasste er knapp den Einzug in das olympische Finale. Im Frühjahr 2022 plante er nach starken Vorergebnissen bei den Hallenweltmeisterschaften in Belgrad an den Start zu gehen. Allerdings konnte er den Vorlauf über 800 Meter nicht absolvieren. Im Laufe der Freiluftsaison bestritt er anschließend wesentlich mehr Wettkämpfe über 1500 Meter. Bis Sommer 2023 konnte er seine Bestzeit über diese Distanz bis auf 3:30,92 min steigern. Im August trat er in Budapest wieder bei den Weltmeisterschaften an. Dabei zog er in das Halbfinale ein, worin er las Vorletzter ausschied. 2024 belegte Giles im 800-Meter-Lauf bei den Europameisterschaften in Rom den siebten Platz. Im August trat er in Paris wieder bei den Olympischen Spielen an. Dort erreichte er das Halbfinale über 800 Meter, schied darin allerdings als Fünfter seines Laufes aus. Wenige Wochen nach den Spiele, trat Giles in Düsseldorf im Straßenlauf über die Meilendistanz an und lief in 3:51,3 min einen neuen Weltrekord über diese Distanz.
Giles wird seit 2017 von Jon Bigg in betreut. Er lebt in London, wo er an der St Mary’s University, im Südwesten der Stadt, studierte und startet für die Birchfield Harriers aus seiner Geburtsstadt Birmingham.

## Wichtige Wettbewerbe
| Jahr                               | Veranstaltung                      | Ort                                | Platz                              | Disziplin                          | Zeit                               |
| Startet für Vereinigtes Königreich | Startet für Vereinigtes Königreich | Startet für Vereinigtes Königreich | Startet für Vereinigtes Königreich | Startet für Vereinigtes Königreich | Startet für Vereinigtes Königreich |
| ---------------------------------- | ---------------------------------- | ---------------------------------- | ---------------------------------- | ---------------------------------- | ---------------------------------- |
| 2016                               | Europameisterschaften              | Amsterdam                          | 3.                                 | 800 m                              | 1:45,54 min                        |
| 2016                               | Olympische Spiele                  | Rio de Janeiro                     | 29.                                | 800 m                              | 1:47,88 min                        |
| 2017                               | Weltmeisterschaften                | London                             | 20.                                | 800 m                              | 1:46,95 min                        |
| 2018                               | Hallenweltmeisterschaften          | Birmingham                         | 4.                                 | 800 m                              | 1:48,22 min                        |
| 2018                               | Commonwealth Games                 | Gold Coast                         | 15.                                | 800 m                              | 1:48,54 min                        |
| 2018                               | Europameisterschaften              | Berlin                             | 15.                                | 800 m                              | 1:47,40 min                        |
| 2019                               | Halleneuropameisterschaften        | Glasgow                            | 14.                                | 1500 m                             | 3:48,76 min                        |
| 2019                               | Weltmeisterschaften                | Doha                               | 9.                                 | 800 m                              | 1:45,15 min                        |
| 2021                               | Olympische Spiele                  | Tokio                              | 11.                                | 800 m                              | 1:44,74 min                        |
| 2022                               | Hallenweltmeisterschaften          | Belgrad                            |                                    | 800 m                              | DNS                                |
| 2023                               | Weltmeisterschaften                | Budapest                           | 26.                                | 1500 m                             | 3:39,05 min                        |
| 2024                               | Europameisterschaften              | Rom                                | 7.                                 | 800 m                              | 1:47,06 min                        |
| 2024                               | Olympische Spiele                  | Paris                              | 15.                                | 800 m                              | 1:45,46 min                        |

## Persönliche Bestleistungen
Freiluft
- 800 m: 1:44,05 min, 4. Juli 2021, Stockholm
- 1000 m: 2:18,02 min, 15. Juni 2024, Nizza
- 1500 m: 3:30,92 min, 23. Juli 2023, London
- 1 Meile: 3:56,47 min, 30. September 2019, Tonbridge

Halle
- 600 m: 1:19,23 min, 12. Februar 2020, Athlone
- 800 m: 1:43,63 min, 17. Februar 2021, Toruń, (britischer Rekord)
- 1500 m: 3:35,93 min, 3. Februar 2022, Ostrava

Straße
- Meile: 3:51,3 min, 1. September 2024, Düsseldorf, (Weltrekord)